# Полярна акула мала
Полярна акула мала (Somniosus rostratus) — акула з роду Полярна акула родини Полярні акули. Інші назви «довгоноса полярна акула», «малоголова акула».

## Опис
Загальна довжина досягає 1,43 м, хоча зазвичай 1 м. Голова невелика, округла. Морда тупа, сильно подовжена. Звідси походить інша назва цієї акули. Очі маленькі, світяться в темряві. Рот великий, дугоподібний. На верхній щелепі розташовано 53 вузьких, маленьких зуби, на нижній — 45 великих зубів. Кількість витків спірального клапана шлунка становить 23. Має велику печінку. Тулуб масивний, сигароподібний. Плавці невеличкі, гладенькі. Має 2 спинних плавці. Особливістю цієї акули є вузький задній спинний плавець, у 1,5 раза вужчий за передній. Анальний плавець відсутній. Хвостовий плавець гетероцеркальний, нижня лопать менш розвинена, ніж верхня.
Забарвлення сіро-коричневе, інколи переходить у чорний колір.

## Спосіб життя
Тримається на схилах континентального шельфу, переважно на глибині 100–1000 м, інколи до 2200 м. Доволі повільна акула, тримається біля дна. Це бентофаг. Живиться донними костистими та дрібними хрящовими рибами, молюсками, морськими черв'яками, органічним падлом.
Статева зрілість настає при розмірі у 82 см. Самиця народжує дитинчат завдовжки 21—28 см.

## Розповсюдження
Мешкає у субтропічних та помірно-теплих широтах східної Атлантики (від Португалії до Західної Сахари), у Західному Середземномор'ї (біля Алжиру, Тунісу, Марокко, Іспанії, Франції та Італії).